# Norgesminde
Norgesminde (eller Norges Minde) var et landsted beliggende Strandvejen 119 i Ryvangen, nuværende Ydre Østerbro, København.
Bygningen blev opført 1813 af den norske læderfabrikant Christopher Johnson Hedemark og fik året efter sit navn, som henviste til Danmarks afståelse af Norge til Sverige ved freden i Kiel i 1814. Bygningens karakter af dobbelthus med to fremspringende risalitter var måske en reference til "tvillingeriget" Danmark-Norge.
I 1899 købte Københavns Magistrat ejendommen, som blev anvendt til sociale formål; i begyndelsen et optagelseshjem for børn. Mod slutningen af 1960'erne blev Norgesminde omdannet til et kollektiv, og flere medlemmer af det danske jazz-rock band Burnin Red Ivanhoe boede i huset. Kommunen lod i 1986 Norgesminde nedrive og opførte på grunden et plejehjem i en postmodernistisk stil. En del af den gamle haves træer blev bevaret, men er senere faldet for tidens tand.
Norgesminde findes omtalt i Poul Martin Møllers skæmteroman En dansk Students Eventyr (1824), hvor Valentin bor i huset for at få ro til sine studier. Dernæst viser hovedpersonen, "Den krøllede Frits", sig og ved afholdelsen af en studentersammenkomst.